# 日常角色歌曲

日常角色歌曲 其之1 封面

《日常角色歌曲》（日语：日常 キャラクターソング）是以日本電視動畫《日常》的各主要角色為名義，由Lantis發行的角色歌曲單曲系列。

## 概要
每位日本電視動畫《日常》的人物都有一隻單曲碟，收錄其專屬的歌曲。
2011年7月6日，其之1至3：「東雲名乃」、「博士」和「阪本先生」3隻單曲發售。2011年8月10日，其之4至6：「長野原美緒」、「相生祐子」和「水上麻衣」3隻單曲發售。2011年9月7日，其之7至8：「笹原幸治郎」和「立花美里」2隻單曲發售。
每隻單曲收錄了2首加強角色印象的歌曲及其off vocal版本。以上角色歌曲由前山田健一包辦作詞和作曲，部分會兼任編曲並客串登場。光碟外盒是《日常》總作畫監督西屋太志親自繪畫。
另外，2011年8月24日發售「麻衣（My） Pace」，追加兩首由水上麻衣的CV－富樫美鈴特別演繹的歌曲。2首歌曲由白石稔作詞和作曲。

## 其之1 東雲名乃[1]
於2011年7月6日發售，商品編號為LACM-4821，連稅售價1200円。
收錄歌曲
全部歌曲之作詞、作曲、編曲：前山田健一
| 曲序     | 曲目                     | 时长  |
| -------- | ------------------------ | ----- |
| 1.       | （名乃的發條旋轉狂想曲） | 4:13  |
| 2.       | （）                     | 4:30  |
| 3.       | （off vocal）            | 4:13  |
| 4.       | （off vocal）            | 4:30  |
| 总时长： | 总时长：                 | 17:26 |

## 其之2 博士[2]
於2011年7月6日發售，商品編號為LACM-4822，連稅售價1200円。
收錄歌曲
全部歌曲之作詞、作曲、編曲：前山田健一
| 曲序     | 曲目                   | 时长  |
| -------- | ---------------------- | ----- |
| 1.       | （博士之喜歡名乃名乃） | 4:19  |
| 2.       | （博士之鯊魚和狗）     | 4:00  |
| 3.       | （off vocal）          | 4:19  |
| 4.       | （off vocal）          | 4:00  |
| 总时长： | 总时长：               | 16:18 |

## 其之3 阪本先生[3]
於2011年7月6日發售，商品編號為LACM-4823，連稅售價1200円。
收錄歌曲
全部歌曲之作詞、作曲：前山田健一；編曲：板垣祐介
| 曲序     | 曲目                                 | 时长  |
| -------- | ------------------------------------ | ----- |
| 1.       | （阪本先生之你以為我會說「喵」嗎？） | 4:59  |
| 2.       | （阪本先生之好像貓啊～）             | 3:58  |
| 3.       | （off vocal）                        | 4:59  |
| 4.       | （off vocal）                        | 3:58  |
| 总时长： | 总时长：                             | 17:54 |

## 其之4 長野原美緒[4]
於2011年8月10日發售，商品編號為LACM-4837，連稅售價1400円。
收錄歌曲
全部歌曲之作詞、作曲：前山田健一
| 曲序     | 曲目                     | 編曲       | 时长  |
| -------- | ------------------------ | ---------- | ----- |
| 1.       | （美緒之配對配對萌誓約） | 前山田健一 | 4:06  |
| 2.       | （祐子真是個大笨蛋）     | 藤澤慶昌   | 4:37  |
| 3.       | （off vocal）            | 前山田健一 | 4:06  |
| 4.       | （off vocal）            | 藤澤慶昌   | 4:37  |
| 总时长： | 总时长：                 | 总时长：   | 17:26 |

## 其之5 相生祐子[5]
於2011年8月10日發售，商品編號為LACM-4838，連稅售價1400円。
收錄歌曲
全部歌曲之作詞、作曲、編曲：前山田健一。
| 曲序     | 曲目                 | 时长  |
| -------- | -------------------- | ----- |
| 1.       | （祐子的早安人生是） | 3:44  |
| 2.       | （祐子的笑話百連發） | 4:10  |
| 3.       | （off vocal）        | 3:44  |
| 4.       | （off vocal）        | 4:10  |
| 总时长： | 总时长：             | 15:48 |

## 其之6 水上麻衣[6]
於2011年8月10日發售，商品編號為LACM-4839，連稅售價1400円。
收錄歌曲
全部歌曲之作詞、作曲：前山田健一
| 曲序     | 曲目                                                             | 編曲       | 时长  |
| -------- | ---------------------------------------------------------------- | ---------- | ----- |
| 1.       | （麻衣的流淚的阿彌陀如來（淚在日语中与阿彌陀发音仅差一个辅音）） | 板垣祐介   | 4:42  |
| 2.       | （麻衣的蛋蛋蛋定不能的单相思 - 梵）                              | 前山田健一 | 4:10  |
| 3.       | （off vocal）                                                    | 板垣祐介   | 4:42  |
| 4.       | （off vocal）                                                    | 前山田健一 | 4:10  |
| 总时长： | 总时长：                                                         | 总时长：   | 17:44 |

## 其之7 笹原幸治郎[7]
於2011年9月7日發售，商品編號為LACM-4846，連稅售價1400円。
收錄歌曲
全部歌曲之作詞、作曲：前山田健一
| 曲序 | 曲目                 | 編曲     |
| ---- | -------------------- | -------- |
| 1.   | （）                 | 藤澤慶昌 |
| 2.   | （笹原的櫻舞在時定） |          |
| 3.   | （off vocal）        | 藤澤慶昌 |
| 4.   | （off vocal）        |          |

## 其之8 立花美里[8]
於2011年9月7日發售，商品編號為LACM-4847，連稅售價1400円。
收錄歌曲
全部歌曲之作詞、作曲：前山田健一
| 曲序 | 曲目                         |
| ---- | ---------------------------- |
| 1.   | （美里的學校生活爆發吧！！） |
| 2.   | （）                         |
| 3.   | （off vocal）                |
| 4.   | （off vocal）                |

## 麻衣(My) Pace[9]
於2011年8月24日發售，商品編號為LACM-4844，連稅售價1200円。
收錄歌曲
全部歌曲之作詞、作曲：白石稔
| 曲序     | 曲目                            | 編曲     | 时长  |
| -------- | ------------------------------- | -------- | ----- |
| 1.       | （日常的街道/等候（一语双关）） | 菊谷知樹 | 4:11  |
| 2.       | （大威德明王颂）                | 鈴木     | 5:15  |
| 3.       | （off vocal）                   | 菊谷知樹 | 4:11  |
| 4.       | （off vocal）                   | 鈴木     | 5:15  |
| 总时长： | 总时长：                        | 总时长： | 18:52 |

## 外部連結
- 日常的角色歌曲專頁 （页面存档备份，存于）
- Lantis web site 「日常」搜查頁 （页面存档备份，存于）